# Sheboygan Red Skins 1944-1945
La stagione 1944-45 degli Sheboygan Red Skins fu la 7ª nella NBL per la franchigia.
Gli Sheboygan Red Skins vinsero la Western Division con un record di 19-11. Nei play-off vinsero la semifinale con i Chicago American Gears (2-1), perdendo poi la finale i Fort Wayne Zollner Pistons (3-2).

## Roster
| N° | Naz.                   | Ruolo | Sportivo            | Anno | Alt. | Peso |
| -- | ---------------------- | ----- | ------------------- | ---- | ---- | ---- |
|    | Stati Uniti (bandiera) | AC    | Ed Dancker          | 1914 | 201  | 91   |
|    | Stati Uniti (bandiera) | GA    | Dick Schulz         | 1917 | 188  | 87   |
|    | Stati Uniti (bandiera) | AC    | Mike Novak          | 1915 | 206  | 99   |
|    | Stati Uniti (bandiera) | GA    | Rube Lautenschlager | 1915 | 191  | 86   |
|    | Stati Uniti (bandiera) | G     | Bobby Holm          | 1919 | 183  | 91   |
|    | Stati Uniti (bandiera) | GA    | Al Lucas            | 1922 | 191  | 88   |
|    | Stati Uniti (bandiera) | GA    | Al Moschetti        | 1920 | 185  | 82   |
|    | Stati Uniti (bandiera) | G     | Tony Kelly          | 1919 | 185  | 75   |
|    | Stati Uniti (bandiera) | G     | Bill Durkin         | 1922 | 185  | 73   |
|    | Stati Uniti (bandiera) | G     | Johnny Posewitz     | 1906 | 183  | 84   |
|    | Stati Uniti (bandiera) | GA    | Hal Tidrick         | 1915 | 185  | 86   |

## Staff tecnico
- Allenatore: Dutch Dehnert